# Collbató
Collbató – gmina w Hiszpanii, w prowincji Barcelona, w Katalonii, o powierzchni 18,07 km². W 2018 roku gmina liczyła 4458 mieszkańców. Leży na południowych stokach Montserrat.